# Martha Stettler
Martha Stettler (Berna, 25 settembre 1870 – Châtillon, 16 dicembre 1945) è stata una pittrice svizzera.
Si dedicò alla pittura e all'incisione. Assieme ad altri artisti fondò l'Accademia della Grande Chaumière, e fu co-direttrice di tale Scuola dal 1909 sino al 1945.

## Biografia
Adelheid Fanny Martha Stettler nacque a Berna. Suo padre, Eugen Stettler, era architetto e le impartì le prime lezioni di disegno. Nel 1893, a 23 anni, dopo aver studiato arte a Berna e a Ginevra, Martha si trasferì a Parigi, dove frequentò l'Académie Julian. Dal 1883 al 1898 seguì dapprima i corsi di Luc-Olivier Merson, per poi divenire allieva di Lucien Simon nel 1899.
Da un gruppo di allievi dell'Académie Julian, e in particolare per iniziativa di Marthe Stettler, nacque l'idea di fondare una nuova accademia, l'"Accademia della Grande Chaumière". Lucien Simon, Antoine Bourdelle e Émile-René Ménard furono alcuni dei primi insegnanti di questa scuola. Martha Stettler e Alice Dannenberg furono elette direttrici della scuola stessa e rimasero tali dal 1909 al 1945.
Martha Stettler iniziò la sua partecipazione al Salon di Parigi nel 1897, ma in seguito espose anche al Salon della "Société des Artistes Indépendants", al Salon delle Tuileries, e a quello della "Société Nationale des Beaux-Arts", della quale divenne anche membro associato nel 1912.

Per un'opera che espose nel 1910 all'Expo di Bruxelles, Martha vinse una medaglia, e inoltre contribuì alle decorazioni pittoriche del padiglione svizzero della Biennale di Venezia del 1920.
I soggetti dei quadri di Martha Stettler comprendono molte scene all'aperto, ove ella ritrae giochi di bambini nel Giardino del Luxembourg e nel Giardino delle Tuileries, ma anche scene di interni, nature morte, paesaggi e studi di animali. Dopo il 1920, quando ella si trasferì dalla periferia di Parigi a Fontenay-aux-Roses, la sua produzione artistica diminuì sensibilmente. Martha aveva 50 anni.
 
Negli anni seguenti dipinse sempre meno, finché morì, settantacinquenne, il 16 dicembre del 1945 nella cittadina di Châtillon, presso Parigi.
Nel 1946 la Kunsthalle di Berna organizzò una mostra delle sue opere in sua memoria. I quadri di Martha Settler sono oggi nel "Kunstmuseum Winterthur", nel "Museum of Fine Arts" di Berna, nel "Museo d'Arte e Storia" di Ginevra, nel Museo del Palais du Luxembourg a Parigi, e nella Galleria Nazionale d'Arte Moderna di Roma.

## Galleria d'immagini

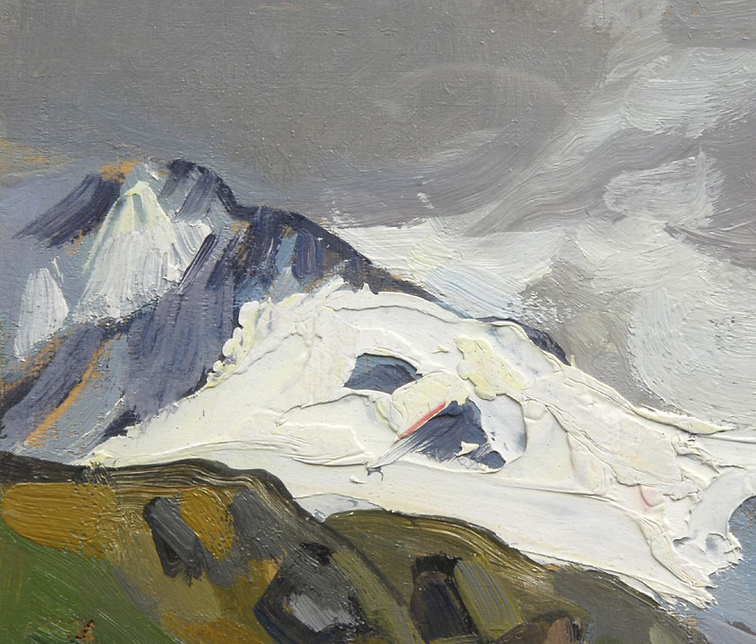
Fex Gletscher
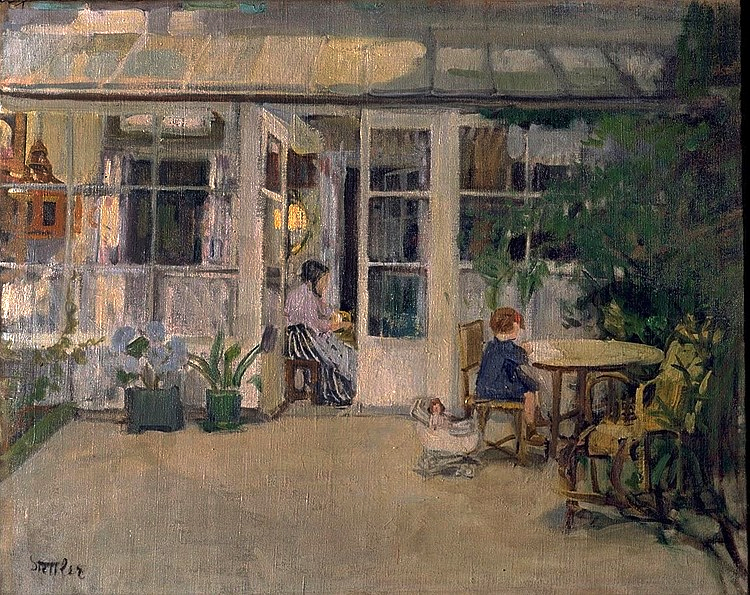
Veranda
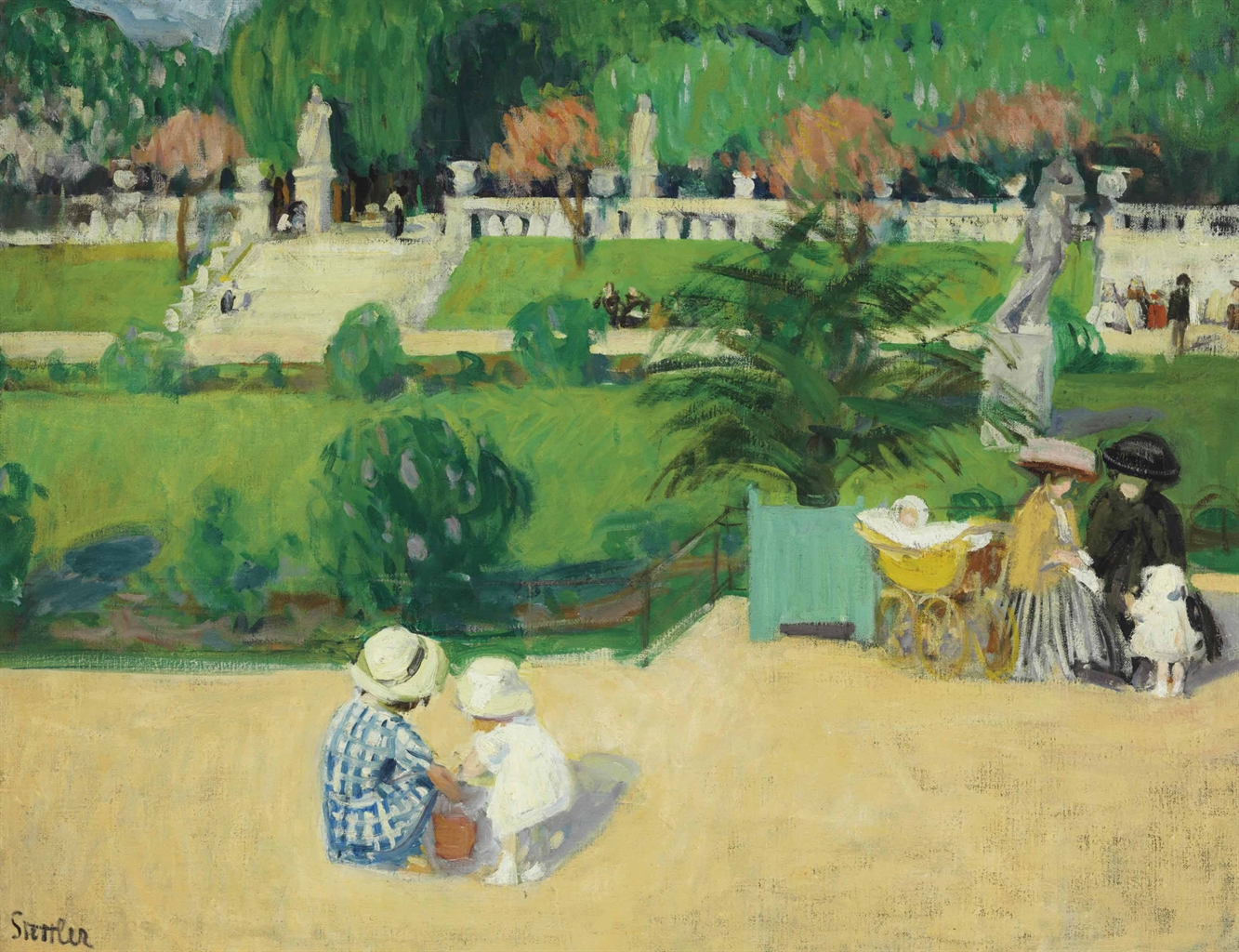
Nel Giardino del Luxembourg